# Depoziția lui Randolph Carter
„Depoziția lui Randolph Carter” (titlu original „The Statement of Randolph Carter”) este o povestire a scriitorului american Howard Phillips Lovecraft. Scrisă în decembrie 1919, a fost publicată pentru prima dată în numărul revistei The Vagrant din mai 1920. Prezintă un eveniment traumatizant din viața lui Randolph Carter⁠(d), un student al ocultismului reprezentându-l vag pe Lovecraft însuși. Este prima lucrare în care apare Carter. Printre adaptările sale se numără filmul lui Jean-Paul Ouellette din 1992 The Unnamed II: The Statement of Randolph Carter (Întoarcerea Fiarei).

## Rezumat

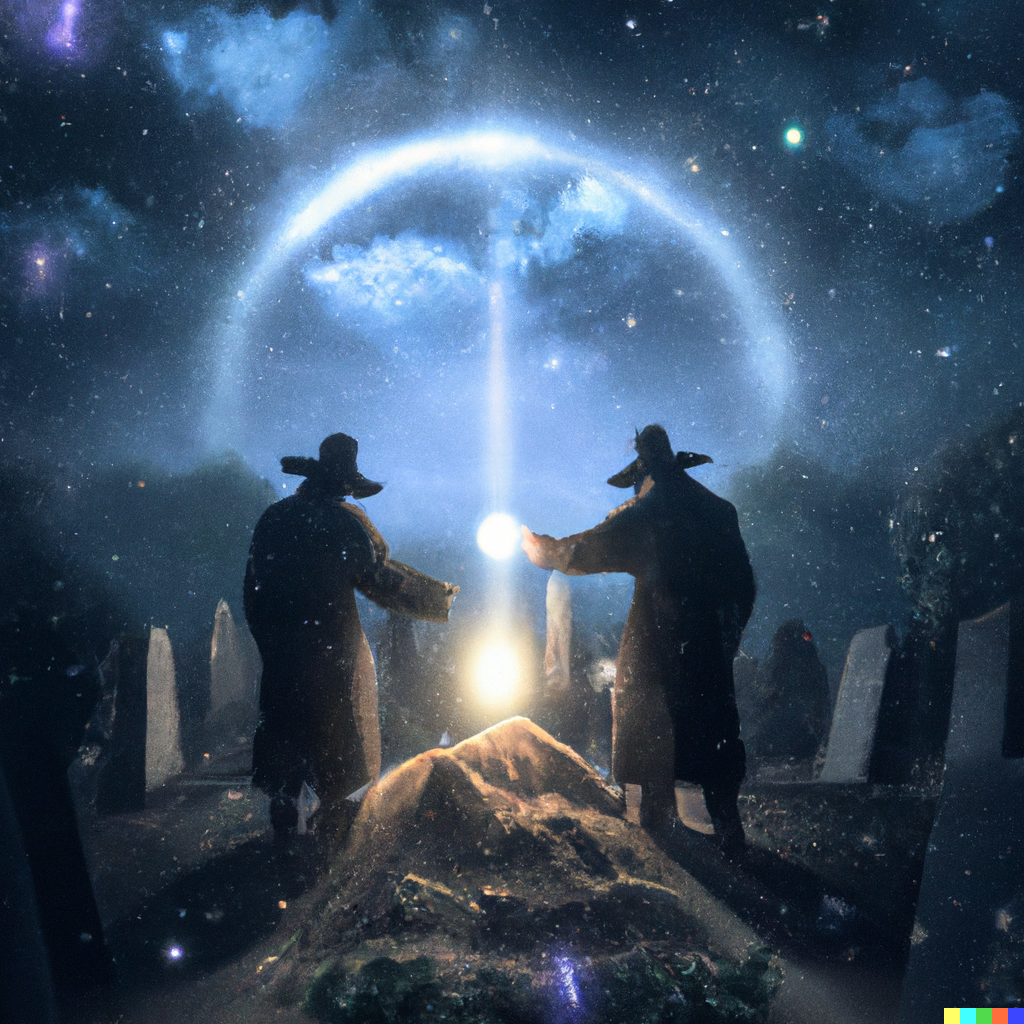
Ilustrație a povestirii

„Depoziția lui Randolph Carter” este mărturia la persoana întâi a personajului titular, care a fost găsit rătăcind prin mlaștină într-un șoc amnezic. În declarația sa, Carter încearcă să explice dispariția tovarășului său, ocultistul Harley Warren⁠(d).
Warren a intrat în posesia unei cărți, scrisă într-o limbă necunoscută, al cărei conținut exact nu l-a dezvăluit niciodată lui Carter. Carter menționează că Warren are și alte „cărți ciudate, rare despre subiecte interzise”, dintre care câteva sunt în limba arabă.
Din cartea misterioasă, Warren aparent a dedus că există uși sau scări între lumea de suprafață și lumea de dincolo. El îl încurajează pe Carter să călătorească cu el la locul unui astfel de portal, un cimitir antic lângă Mlaștina Marelui Chiparos⁠(d). Aici, Warren a găsit un mormânt pe care l-a deschis pentru a descoperi o scară care coboară în pământ. Luând un felinar, îl lasă pe Carter la suprafață și urmează scările în întuneric, comunicând cu însoțitorul său printr-un fir de telefon.
După câteva minute de tăcere, Warren începe brusc să aibă izbucniri vagi, de panică, care culminează cu o rugăminte disperată pentru Carter ca acesta să pună lespedea la loc și să fugă. În final, după ce Warren a tăcut câteva minute, Carter îl sună, doar pentru a auzi o voce străină („profundă, surdă, gelatinoasă, îndepărtată, supranaturală, neomenească, fantomatică”) care îi spune că Warren este mort.

## Personaje

### Randolph Carter
Randolph Carter este unul dintre personajele care apar cel mai des în scrierile lui Lovecraft. An H. P. Lovecraft Encyclopedia⁠(d) plasează evenimentele din poveste după cele din „În căutarea cetății Kadath” și înainte de „The Unnameable” sau „Cheia de argint”.

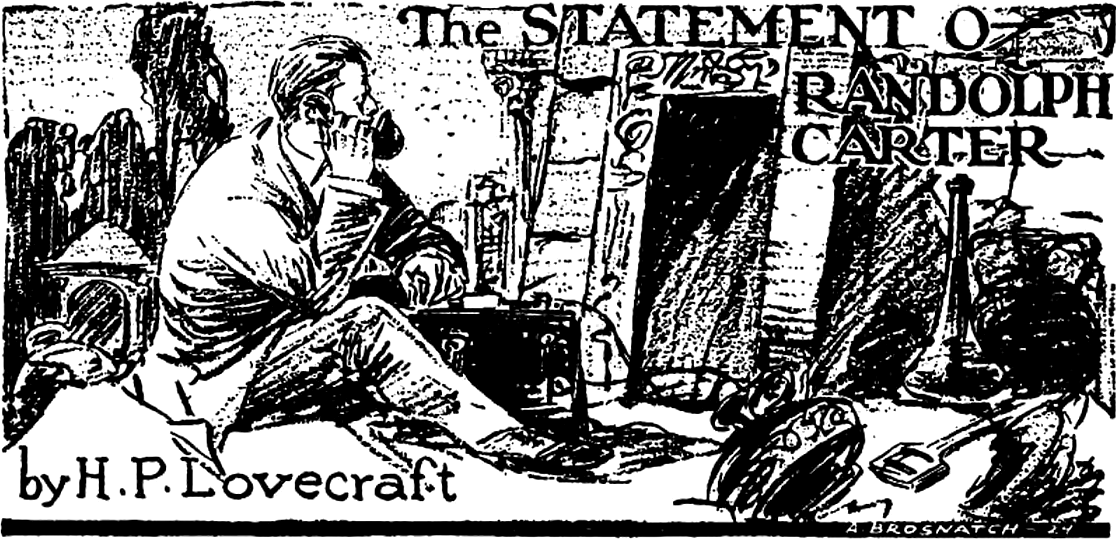
Ilustrație a povestirii din Weird Tales

Un visător cu experiență și un mistic, Randolph Carter a navigat cu succes în Lumea Viselor și a vizitat Kadath-ul Necunoscut. Este o persoană cu nervi slabi; care se sperie la teoriile despre morți. Este posibil ca personajul lui Carter să fi fost inspirat de arheologul Howard Carter, care a excavat în Valea Regilor din Egipt în 1914, ceea ce a generat mult interes în presă.

### Harley Warren
Harley Warren este un ocultist misterios care se pare că piere în timp ce explorează o criptă subterană din Mlaștina Marelui Chiparos. După dispariția sa, Randolph Carter spune poliției că „vreme de cinci ani, am fost prietenul lui cel mai apropiat și că am participat, parțial, la înfricoșătoarele sale cercetări asupra misterelor lumii”. Warren, spune el, „mă domina dintotdeauna și mi se întâmpla chiar să mă tem de el”. Menționează o expresie facială a lui Warren care l-a făcut să tremure. Warren însuși sugerează că se vede pe sine ca pe cineva cu „sensibilități de fier”.
Carter îl descrie pe Warren ca având o „colecție vastă de cărți ciudate și rare despre subiecte interzise”, multe dintre ele aparent în arabă, cu o „carte inspirată de diavol... cu personaje pe care nu le-am văzut niciodată în altă parte”. În visul care a inspirat povestirea, personajul Warren era de fapt prietenul lui Lovecraft, Samuel Loveman⁠(d). Loveman a apărut și în visul care a devenit poemul în proză „Nyarlathotep”.
Warren este menționat și în alte scrieri ale lui Lovecraft. În „Cheia de argint”, se face aluzie la el ca fiind „un om din sud, care a fost ocolit și temut pentru blasfemiile pe care le-a citit în cărțile preistorice și tăblițele de lut aduse prin contrabandă din India și Arabia”. În „Dincolo de poarta cheii de argint”, este dezvăluit că a venit din Carolina de Sud și că a fost un lingvist expert în limba Naacal⁠(d) din Himalaya. Warren este menționat și în seria Titus Crow⁠(d) a lui Brian Lumley, ca membru al unui grup de psihici din Boston.

### Lucrul neomenesc
Lucrul neomenesc este o entitate din altă lume care a preluat mintea lui Harley Warren. Este posibil ca această entitate să fie un vrăjitor care vorbea engleză, iar vocea lui era „profundă, surdă, gelatinoasă, îndepărtată, supranaturală, neomenească, fantomatică”.

## Inspirație
Lovecraft și-a bazat povestirea pe un vis pe care l-a transcris, adăugând doar un preambul pentru a fi mai fluid ca narațiune și a scris-o sub forma unei mărturii date poliției. O relatare a visului real pe care l-a avut Lovecraft poate fi găsită într-una dintre scrisorile sale către August Derleth.

## Conexiuni
Povestirea conține o declarație timpurie a unei teme comune a lui Lovecraft - prețul teribil al cunoașterii:
„Cât despre natura studiilor noastre – trebuie să vă repet că acum nu mai posed înțelegerea lor completă? Într-un fel, mi se pare cât se poate de avantajos pentru mine să nu mai știu, căci am realizat aceste studii înfricoșătoare mai mult dintr-o atracție amestecată cu dezgust, decât dintr-o vocație autentică. As to the nature of our studies--must I say again that I no longer retain full comprehension? It seems to me rather merciful that I do not, for they were terrible studies, which I pursued more through reluctant fascination than through actual inclination.”
Această temă este afirmată și în „Chemarea lui Cthulhu”: „Cea mai mare îndurare pe această lume, cred, este neputința minții omenești de a-și corela toate datele. Trăim pe o imperturbabilă insulă de ignoranță, în mijlocul mărilor de întuneric ale Infinitului, și n-am fost meniți să călătorim prea departe.”

## Adaptări
- „Depoziția lui Randolph Carter” și Randolph Carter⁠(d) apar în mod proeminent în „Lovecraftian: The Shipwright Circle” de Steven Philip Jones. Seria „Lovecraftian” reimaginează povestirile ciudate într-un singur univers epic modern.
- Povestirea a inspirat mai multe filme, printre care The Testimony of Randolph Carter (1987), The Unnamed II: The Statement of Randolph Carter (1993), 13:de mars, 1941 (2004) și Kammaren (2007).
- The Case of Randolph Carter[5] este o versiune interactivă cu finaluri alternative.[6]
- Adaptarea radiofonică de către Macabre Fantasy Radio Theater a fost interpretată în direct la Festivalul de Film H. P. Lovecraft în septembrie 2012.[7]
- Randolph Carter și evenimentele din „Depoziția lui Randolph Carter” sunt elemente cheie din Cosa Nosferatu, un roman de fantezie/crimă/horror cu Eliot Ness⁠(d) și Al Capone, plasat într-o epocă din 1930 din Chicago, plină de nemorți în stilul lui Lovecraft.
- „Depoziția lui Randolph Carter” a fost vag adaptată ca o bandă desenată de groază cunoscută sub numele de Mormântul de H. P. Lovecraft [8]
- Cântecul „You Fool, Warren is Dead!” al trupei The Darkest of the Hillside Thickets⁠(d) se bazează pe povestire.